# Glockenspiel im Rathaus Fürth

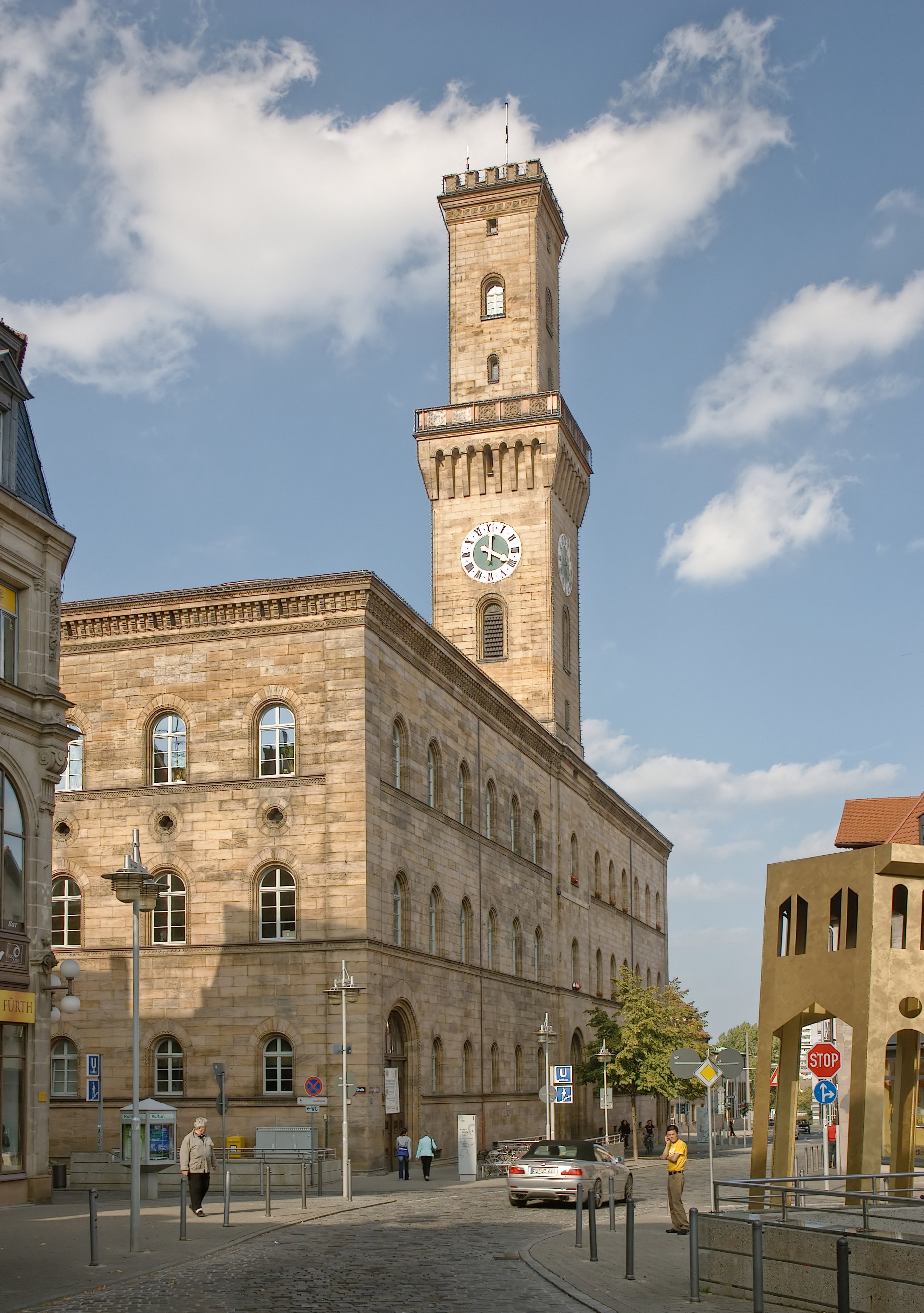
Das Glockenspiel im Rathaus Fürth befindet sich im Turm unterhalb der Uhren

Das Glockenspiel im Rathaus Fürth ist ein mechanischer Musikautomat mit 25 chromatisch gestimmten Bronzegussglocken. Überregional bekannt wurde es durch das alltägliche Abspielen des Rockklassikers Stairway to Heaven der britischen Rockgruppe Led Zeppelin.

## Geschichte

### Glocken 1850 bis 1941
Für den Turm des von 1840 bis 1850 erbauten Fürther Rathauses (nordwestlicher Anbau: 1900/01) fertigte die Glockengießerei Johann Paul Lotter, Bamberg, drei Glocken im Gewicht von 350, 450 und 850 Kilogramm an, vermutlich in Bronze. Sie trafen am 25. November 1850 in Fürth ein und ertönten angeblich erstmalig in der Neujahrsnacht 1850, womit das Rathaus als ganz vollendet galt. Über die Tonhöhen ist nichts bekannt. Sie läuteten bis zum 17. Dezember 1902 an den Vorabenden von Weihnachten, Ostern und Pfingsten und zum Jahreswechsel. Das Bauamt empfahl dem Magistrat im Dezember 1902 das Läuten einzustellen, da, wie neuerliche Risse zeigten, der Turm „nicht zur Ruhe kommt“. Die anfänglich noch häufigen Siegesnachrichten im Ersten Weltkrieg führten dazu, dass die Glocken anlässlich eines militärischen Erfolgs des Kronprinzen Rupprecht von Bayern am 22. August 1914 reaktiviert wurden. Wie lange und zu welchen weiteren Anlässen sie noch läuteten, ist nicht bekannt. Diese ursprünglichen Rathausglocken von 1850 gingen 1941 im Rahmen der Metallspende des deutschen Volkes verloren.

### Porzellanglocken 1950 bis 1966
Nach dem Krieg suchte der damalige Oberbürgermeister Hans Bornkessel vor allem im Hinblick auf das hundertjährige Jubiläum des Rathauses im Jahre 1950 Ersatz. Die Stadt ließ sich von Rosenthal in Selb fünf Porzellanglocken anfertigen, wofür man sich wegen des wesentlich geringeren Gewichts als Bronzeglocken entschieden hatte. Rosenthal hatte nicht viel Erfahrung mit großen Glocken. Warum keine Glocken aus Meissener Porzellan verwendet wurden, ist nicht bekannt; eventuell lag es an den höheren Kosten, abgesehen davon wurde die Meissener Manufaktur erst zum 1. Juli 1950 aus sowjetischem Besitz zurückgegeben.
Die größte der Porzellanglocken wog drei Kilogramm. Das Geläut wurde klanglich auf die Glocken der umgebenden Kirchenglocken in Moll abgestimmt, die Stimmung lautete angeblich E1 (richtig vermutlich: es), des1, g1 (richtig vermutlich: ges1), b1, des2. Das Glockenspiel wurde von Mikrofonen und einem 80-Watt-Verstärker auf acht Siluminguss-Druckkammerlautsprecher übertragen, die paarweise in den Turmfenstern über den Ziffernblättern des Rathausturms angebracht waren. Die Glocken konnten so im Umkreis von zwei bis drei Kilometern gehört werden. Anfang Dezember 1950 wurden die im Volksmund später nach dem Oberbürgermeister „Bornkesseli“ genannten Glocken in den Probebetrieb genommen und in der Silvesternacht 1950/51 offiziell eingeweiht, da als Datum für die Einweihung des Rathauses mangels offizieller Feier auch das erstmalige Läuten der ursprünglichen Glocken in der Silvesternacht 1850/51 gilt.
Das Spiel erfüllte nicht die Ansprüche und konnte wegen seines geringen Tonumfangs nur theoretisch bzw. nur sehr eingeschränkt Melodien spielen. Der inoffizielle Name „Bornkesseli“ kam unter anderem daher, dass das Geläut eher an das Klirren von Geschirr als an ein Musikinstrument erinnerte.
Im Juni 1956 besuchten im Rahmen einer Studienfahrt siebzig Glockenfachleute Fürth und bestätigten den ausnehmend schlechten Klang der Porzellanglocken. Wegen Beschädigungen, so Haarrisse und Sprünge, und des daraus resultierenden noch schlechteren Klangs wurden sie am 20. November 1966 ausgeschaltet. Porzellanglockenspiele dürfen bei Minustemperaturen nicht betrieben werden, da dann die Gefahr zu groß ist, dass Sprünge entstehen. Diese Regel wurde in Fürth nicht eingehalten.
Die „Bornkesseli“ blieben bis heute der einzige Versuch, „ein anderes als Meissener Porzellan für die großen Glockenspiele in Türmen zu verwenden“, alle heute noch spielbaren großen Porzellanglockenspiele sind aus der Manufaktur Meissen. Selbst das Glockenspiel im Rathaus von Selb, wo Rosenthal als Hersteller der „Bornkesseli“ ansässig ist, besteht aus Meissener Porzellan.

### Glockenspiel seit 2007

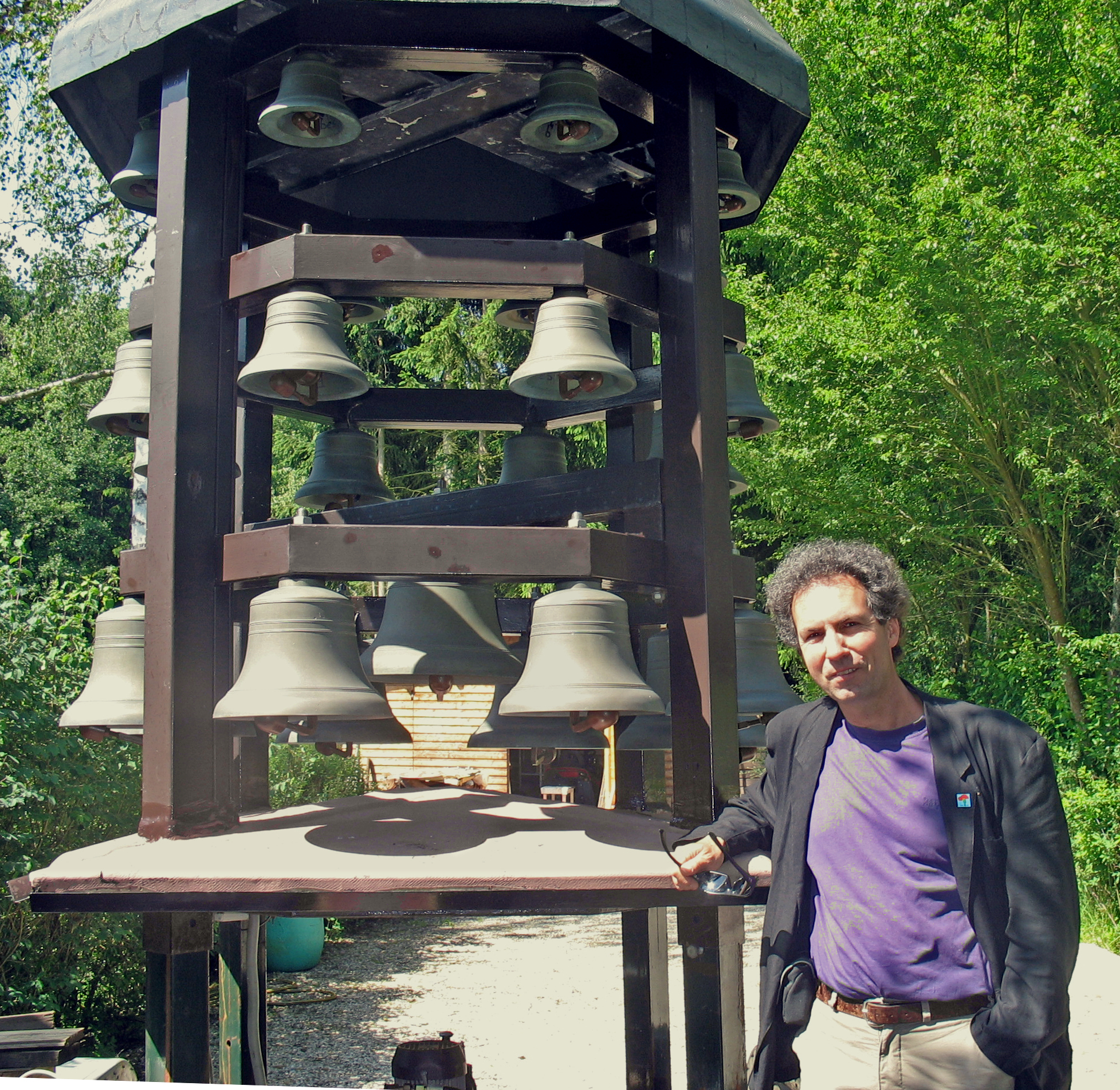
Das Glockenspiel in seiner ursprünglichen Form, wie es im Juli 2007 von Alexander Mayer in Bayreuth vorgefunden wurde

Der 2004 neu gewählte Stadtheimatpfleger Alexander Mayer suchte vor allem im Hinblick auf das 1000-jährige Stadtjubiläum im Jahr 2007 nach einem Ersatz für die „Bornkesseli“, was sich über die deutsche Glockenspielervereinigung e. V. bei potentiellen Anbietern herumsprach. Im Juni 2007 bekam Mayer von Karl Ludwig Dittmar, Vorsitzender des Vereins „Fränkisches Turmuhrenmuseum e. V.“, ein gebrauchtes Glockenspiel angeboten. Ursprünglich war es im Besitz der Bayreuther Turmuhren, Herstellung, Reparatur und Instandhaltung von Turmuhren und Glocken, heute ansässig in Eckersdorf, deren Eigentümer Dittmar war. Beim Verkauf seines Unternehmens Anfang der 2000er Jahre übernahm Dittmar das Glockenspiel für den Verein „Fränkisches Turmuhrenmuseum e. V.“, in dessen Bestand sich inzwischen auch die Überreste der „Bornkesseli“ befanden. Es wurde seinerzeit als mobiles Glockenspiel auf einem Autoanhänger für Messen, Weihnachtsmärkte o. Ä. benutzt.
Nachdem Mayer das Glockenspiel am Wohnort Dittmars in Bayreuth geprüft hatte, empfahl er der Stadt Fürth den Erwerb. Ende Juli 2007 befürwortete der Stadtrat mit 24 (SPD) gegen 18 (CSU, Grüne) Stimmen den Kauf für 20.000 Euro. Das Glockenspiel wurde sodann im Rathausturm direkt unter den vier Rathausuhren eingebaut. Gleichzeitig erhielten die großen Turmöffnungen unter den Zifferblättern neue Jalousien aus Holz mit festen, abwärts geneigten Lamellen, die den Schall erheblich dämpfen und vor allem auf das unmittelbare Rathausumfeld lenken. Zuvor befand sich dort eine sehr schalldurchlässige, aber nicht denkmalgerechte und unschöne Metallröhrenkonstruktion. Das Spielwerk konnte mit der ursprünglichen Steuerung 43 verschiedene Melodien erklingen lassen.

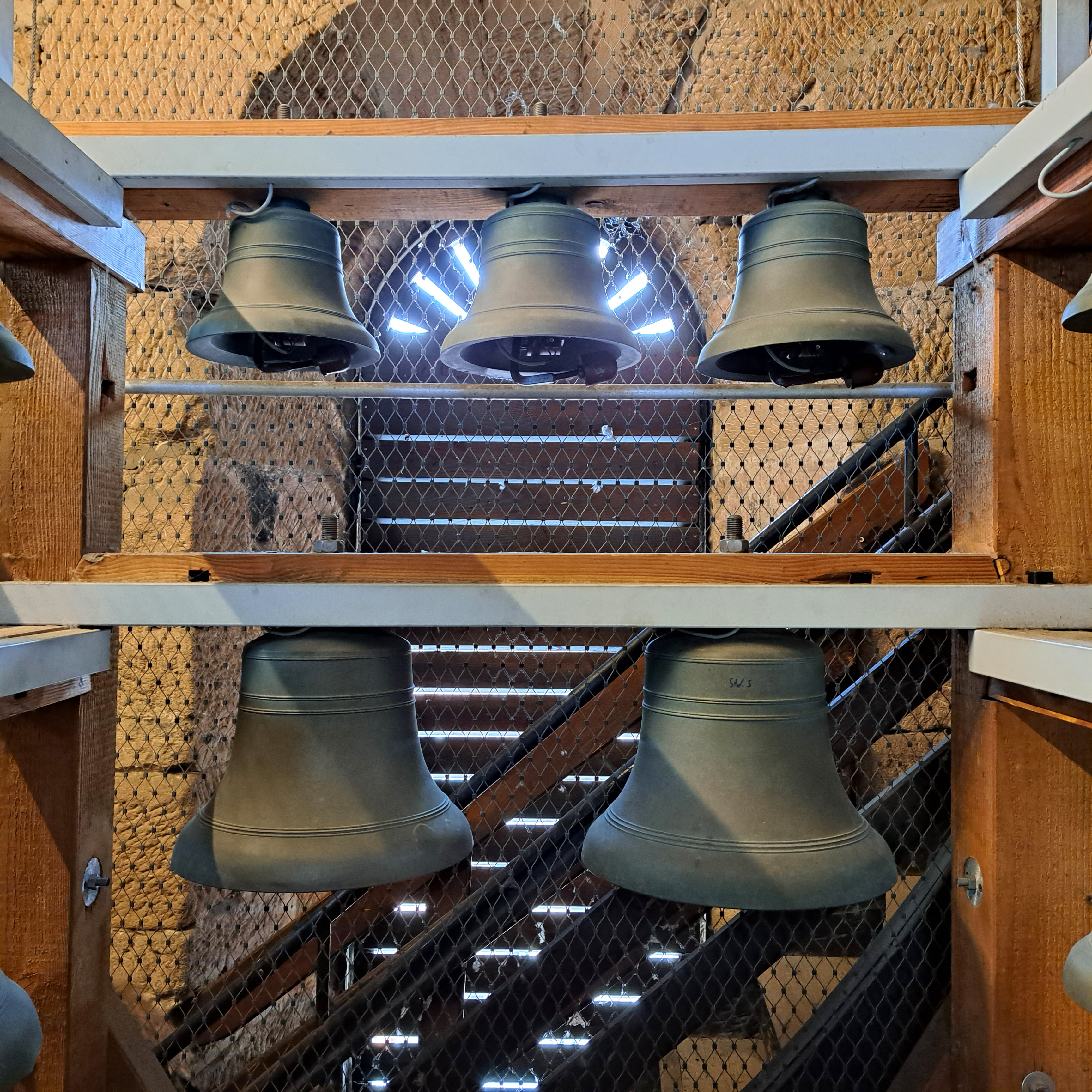
Teile des Glockenspiels im Rathausturm, im Hintergrund einer von vier Fensterläden, die den Schall dämpfen und auf das Umfeld des Rathauses lenken

Am 1. November 2007, dem Tag des Stadtjubiläums, wurde offiziell zum ersten Mal das neue Glockenspiel im Turm des Rathauses geläutet. Zur Premiere kamen rund 1000 Besucher in den Rathausinnenhof. Seit dem 2. November 2007 erklingen die Takte 8 bis 16 des Rockklassikers Stairway to Heaven der britischen Rockgruppe Led Zeppelin täglich um 12:04 Uhr. Durch den Zeitversatz zu Mittag wird ein Konflikt mit den nahegelegenen Kirchenglocken vermieden. Die Melodie wählte Alexander Mayer aus; nach seiner Meinung können sich mehr Menschen mit dem 1971 veröffentlichten Rockklassiker identifizieren als mit einem Volkslied. Mayer und Kirchenmusikdirektor Hans Schmidt-Mannheim, der das Glockenspiel schon zuvor betreut hatte, bearbeiteten die Melodie so weit, dass sie vom Glockenspiel wiedergegeben werden kann. So wurde die Melodie nach c-Moll transponiert (Originaltonart a-Moll) und überwiegend die Notenführung der Gesangstimme verwendet.
Ursprünglich wollte Mayer die charakteristische Gitarrenbegleitung von Stairway to Heaven mitklingen lassen; das Glockenspiel konnte das aber technisch und akustisch nicht leisten: Die Glocken sind mit keiner Dämpfung versehen, so dass vor allem die tiefen Glocken sehr lange nachklingen. Die Obertonzusammensetzung von Glocken ist komplex, die Töne einer Glocke werden nicht als Grundton und Obertöne bezeichnet, weil die höheren Teiltöne hier nur sehr selten Harmonische des 1. Teiltons sind. Damit ist die Klangfarbe von Inharmonizität geprägt. Abgesehen davon ist der Teilton der kleinen Terz deutlich hörbar, was bei lange nachschwingenden Tönen schnell zu Dissonanzen führt. Deswegen ist es auch schwierig, eine auf Gitarre gespielte Begleitung zum Glockenspiel zu mischen.

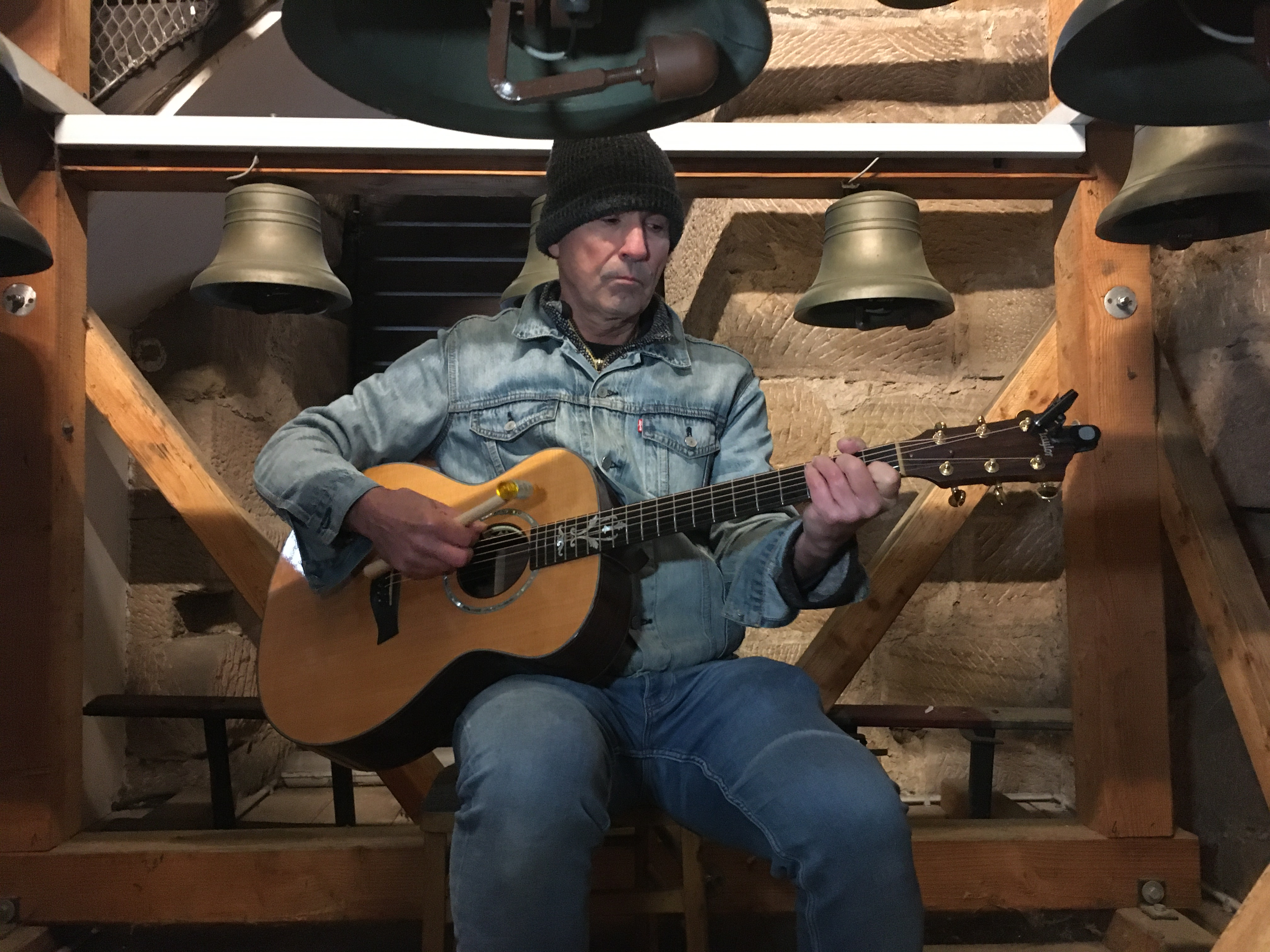
Alexander Mayer spielt mit den Glocken für Fernsehaufnahmen den Rockklassiker Stairway to Heaven

Durch einen technischen Defekt nach Reinigungsarbeiten im Rathausturm schwieg das Glockenspiel von Mai 2022 bis Juni 2023. Der Defekt erwies sich als nicht reparabel, die gesamte Steuerung musste ausgewechselt werden. Erst am 7. Februar 2023 wurde der Auftrag zur Reparatur an die Bayreuther Turmuhren in Eckersdorf erteilt. Die Instandsetzungsarbeiten waren am 1. Juni 2023 abgeschlossen, seitdem ist das Stundenläuten wieder zu hören. Die offizielle Wiederinbetriebnahme war am 27. Juni 2023. Heute sind jedoch nur noch sechs Lieder im Repertoire (zuvor 43): Stairway to Heaven, die Europahymne, der Hochzeitsmarsch (aus dem Sommernachtstraum von Mendelssohn Bartholdy), Fröhliche Weihnacht überall und das Frankenlied. Als Reaktion auf den russischen Überfall auf die Ukraine 2022 und auf ein kostenloses Angebot der Bayreuther Turmuhren hin wurde noch Imagine einprogrammiert. Abgesehen von Stairway to Heaven konnte bei allen Stücken auf vorgefertigte Dateien der Branche zurückgegriffen werden. Für Stairway to Heaven stellte Alexander Mayer einen auf die Möglichkeiten des Glockenspiels abgestimmten Notensatz zur Verfügung, den Thomas Hollering, Inhaber der Bayreuther Turmuhren, in das Programm übertrug, so dass die jetzige Version geringfügig von jener aus dem Jahre 2007 abweicht.
Die Frage nach der Melodie des Glockenspiels am Fürther Rathausturm zur Mittagszeit (Stairway to Heaven) war inzwischen mehrfach Thema von Fernseh-Quizsendungen, so beispielsweise in Wer weiß denn sowas? vom 4. Februar 2021 mit etwa 4 Millionen Zuschauern oder in Deutschlands größte Geheimnisse vom 6. Oktober 2024.

## Glocken
Die Glocken waren 1988 von der niederländischen Glockengießerei Royal Eijsbouts in Asten gegossen worden, die Steuerung des Glockenspiels in Fürth fertigte die Werkstatt Bayreuther Turmuhren. Das Spielwerk besteht aus 25 Glocken, chromatisch gestimmt von c3 bis c5. Erstere (c3) als größte Glocke wiegt 38 Kilogramm, letztere (c5) als kleinste 6 Kilogramm, das Gesamtgewicht der Glocken beträgt 360 Kilogramm. Es ist kein Carillon, da es keine anschlagsdynamische Klaviatur besitzt. Baugleiche Modelle (abgesehen von der Steuerung)  läuten in Frankenthal und in Cham.
| Glocke | Ton  | Ø (mm) | Gewicht (kg) |
| ------ | ---- | ------ | ------------ |
| 1      | c3   | 395    | 38           |
| 2      | cis3 | 376    | 34           |
| 3      | d3   | 358    | 30           |
| 4      | dis3 | 342    | 27           |
| 5      | e3   | 326    | 24           |
| 6      | f3   | 311    | 22           |
| 7      | fis3 | 298    | 20           |
| 8      | g3   | 285    | 18           |
| 9      | gis3 | 273    | 16           |
| 10     | a3   | 262    | 14           |
| 11     | ais3 | 251    | 12           |
| 12     | h3   | 242    | 11           |

| Glocke | Ton  | Ø (mm) | Gewicht (kg) |
| ------ | ---- | ------ | ------------ |
| 13     | c4   | 233    | 10           |
| 14     | cis4 | 225    | 9            |
| 15     | d4   | 217    | 9            |
| 16     | dis4 | 210    | 8            |
| 17     | e4   | 203    | 8            |
| 18     | f4   | 197    | 7            |
| 19     | fis4 | 192    | 7            |
| 20     | g4   | 187    | 6            |
| 21     | gis4 | 183    | 6            |
| 22     | a4   | 179    | 6            |
| 23     | ais4 | 175    | 6            |
| 24     | h4   | 172    | 6            |
| 25     | c5   | 169    | 6            |